# Paul Hofhaimer

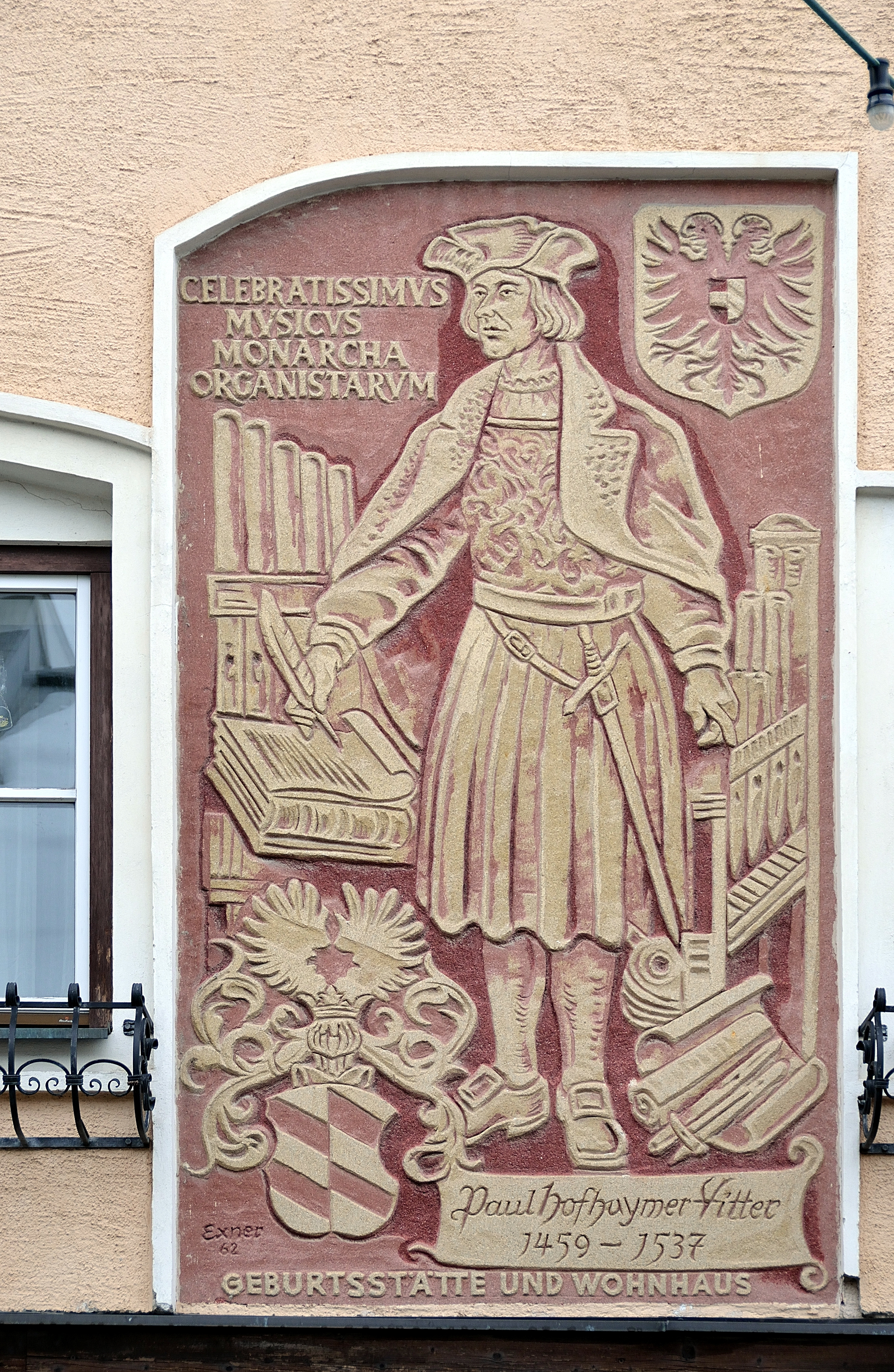
Sgraffito am Geburtshaus in Radstadt

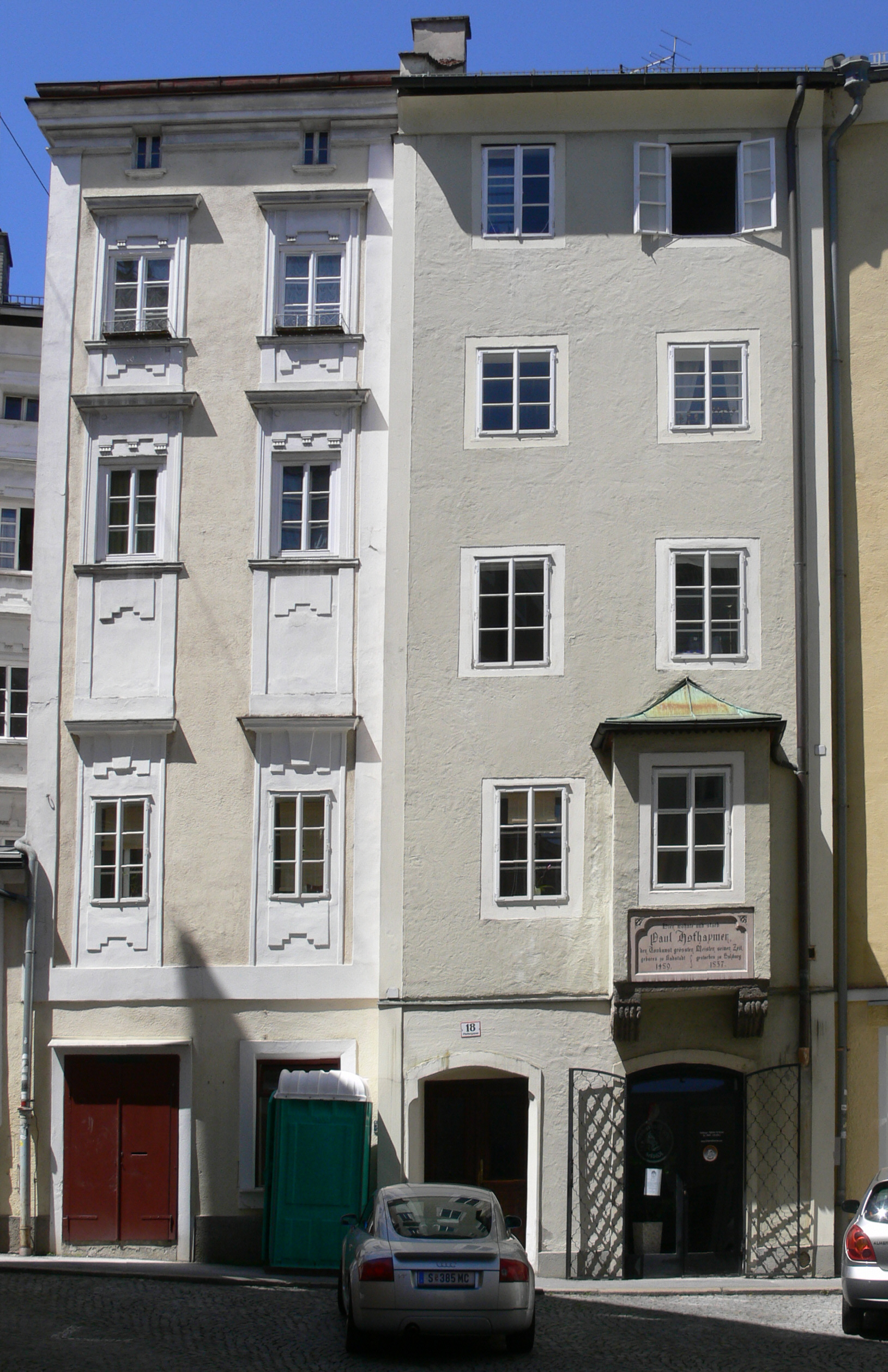
Wohn- und Sterbehaus Paul Hofhaimers, Pfeifergasse 18, Salzburg

Paul Hofhaimer oder Paul Hofhaymer, auch Hofhamer oder Hoffheimer, ab 1515 auch Paulus Ritter von Hofhaimer (* 25. Januar 1459 in Radstadt; † 1537 in Salzburg), war ein österreichischer Komponist und Organist der Renaissance.

## Leben und Wirken

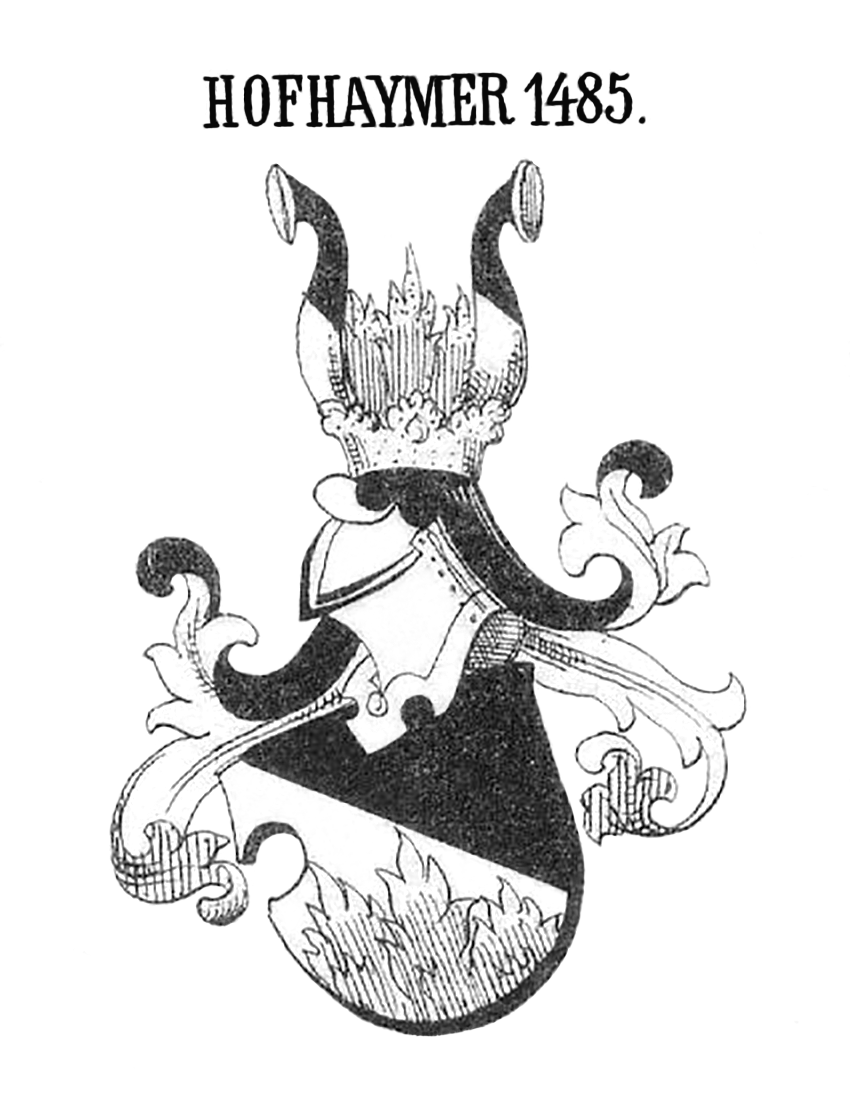
Das 1485 verliehene Wappen

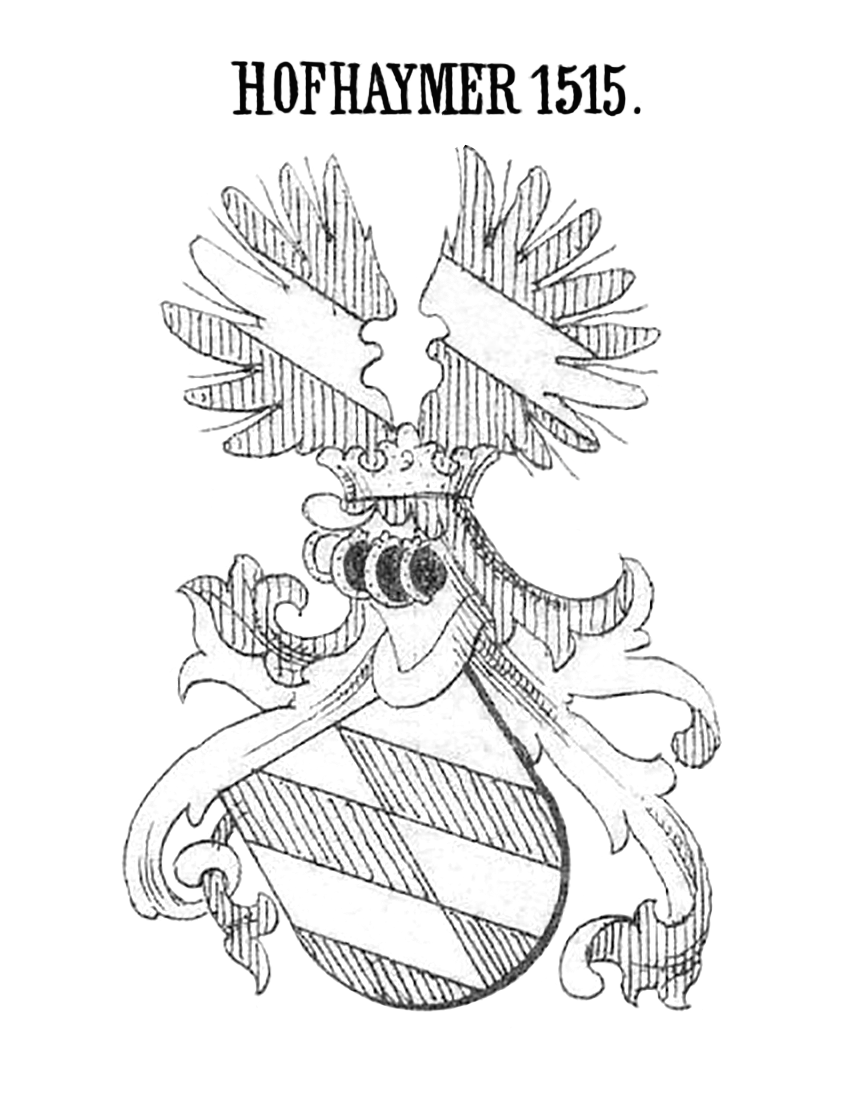
Das 1515 verliehene Ritterwappen

Paul Hofhaimer war der Spross einer angesehenen Familie aus Radstadt im Salzburger Land, die mehrere Generationen lang Organisten von örtlicher Bedeutung hervorgebracht hat. Sein genauer Geburtstag geht aus dem Horoskop des Astrologen Johannes Garcaeus hervor, der Hofhaimer in seiner Schrift Astrologiae Methodus (Basel 1576) außerdem die Eigenschaften des Wissensdrangs, der Lebhaftigkeit, des Fleißes und der Frömmigkeit zuweist. Seine ersten musikalischen Unterweisungen dürfte er aus seinem engeren Familienkreis, vielleicht von seinem Vater, erhalten haben. Die Aussage des Humanisten Joachim Vadian in dessen Schrift Libellus plenus doctissimorum virorum (1539), dass Hofhaimer Autodidakt gewesen sei, entspringt wohl eher dessen humanistischer Haltung. Nach Aussage von Conrad Celtis erlernte er das Orgelspiel am Hof von Kaiser Friedrich III. (Regierungszeit 1452–1493); dafür spricht auch das von Kaiser Friedrich im Jahr 1485 verliehene Familienwappen. Belegt ist sein Aufenthalt am Innsbrucker Hof von Siegmund von Tirol, wo er als Nachfolger von Nikolaus Kronsdorfer am 14. Januar 1480 eine vorläufige Anstellung als Kammerorganist bekam. Am 6. September 1480 erhielt er dort eine endgültige Stellung auf Lebenszeit mit 70 Gulden Jahresgehalt. Noch im gleichen Jahr schloss er seine erste Ehe. Bei seiner Teilnahme am Reichstag zu Nürnberg 1481 ergaben sich für ihn erste Kontakte zum Hof in Sachsen; er folgte den Herzögen Ernst und Albrecht nach Dresden, blieb mehrere Wochen lang in deren Diensten und kehrte dann nach Innsbruck zurück.
Im Jahr 1486 reiste Hofhaimer auf Anweisung von Erzherzog Siegmund nach Frankfurt, wo Maximilian zunächst zum römischen König gewählt werden sollte (als Kaiser 1493–1519). Hier heiratete der Komponist zum zweiten Mal, und zwar Margarete Zeller von Zellenreut. 1489 gab es Versuche der ungarischen Königin Beatrix von Aragón, der zweiten Frau von König Matthias Corvinus, den inzwischen berühmten Musiker über die Vermittlung ihres Schwagers, Herzog Ercole d’Este von Ferrara, für ihren Hof anzuwerben, sie hatte damit aber keinen Erfolg. Dieser Vorgang bezeugt, dass Hofhaimers außerordentlicher Ruf schon zu dieser Zeit weit über Österreichs Grenzen hinaus gedrungen war. 
1490 vollzog sich der Wechsel am Innsbrucker Hof durch die Übernahme der Herrschaft seitens Maximilian; dieser bestätigte die lebenslange Anstellung Hofhaimers. In einem Brief vom 6. November 1515 verlangte Kaiser Maximilian von seinem »obrigsten Organisten«, dass dieser ihn zu den Reichstagen und zu allen weiteren Terminen begleiten müsse. Für Hofhaimer bedeutete dies ein anstrengendes Leben auf Reisen, bei dem er, nach einem Brief vom 14. Mai 1525, „wie ein Zigeuner habe durchs Land ziehen müssen“; auf diese Weise kam er nach Linz, Wels, Wien, Augsburg, Ulm, Konstanz, Füssen und Freiburg. Eine weitere Wirkung dieser Reisen war, dass er so bekannte Meister wie Arnolt Schlick, Heinrich Isaac und Ludwig Senfl kennenlernte. 
Es gelang ihm außerdem, in dieser Zeit seine Kontakte zum sächsischen Hof aufrechtzuerhalten. Kurfürst Friedrich III. der Weise von Sachsen (Regierungszeit 1486–1525), den er im Jahr 1494 erstmals in Mecheln getroffen hatte, schickte in den darauf folgenden Jahren wiederholt Orgelschüler zu Hofhaimer; dieser wiederum reiste mehrfach (beispielsweise 1494/1495 und 1516) nach Torgau. Seine persönliche Nähe zu diesem Kurfürsten geht aus seinem eigenhändigen Brief vom 2. November 1518 an diesen hervor, in dem er auch vom Fortschritt der ihm anvertrauten Schüler berichtet, aber auch vom Tod seiner zweiten Frau.
Mit Erlaubnis Maximilians übersiedelte Hofhaimer noch im Jahr 1502 nach Passau. Es gibt keine Informationen darüber, ob er dort Organist des Fürstbischofs gewesen ist; ebenso wenig kann ausgeschlossen werden, dass er in dieser Zeit (bis 1507) am herzoglich bayerischen Hof in München gewirkt hat. Gesichert ist, dass Kaiser Maximilian ab dem Jahr 1506 wieder verstärkt an Hofhaimer festhielt und dieser deshalb 1507 nach Augsburg übersiedelte, der »heimlichen Hauptstadt« Maximilians, auf dessen Wunsch er kainer hantierung dann allein seyner freien kunnst und unsers diennsts betragen ist. Ganz in seiner Nähe wohnte der Orgelbauer Jan Behaim von Dubrau, und in Zusammenarbeit mit diesem wirkte er an gemeinsamen Orgelbau-Vorhaben in Innsbruck (1512/1513), Eisenerz (1513) und wohl auch an der Fugger-Kapelle der Augsburger Kirche St. Anna (1512). Zuvor hatte sich Hofhaimer bereits als Orgelgutachter betätigt, 1478–1483 in Schwaz, 1486 und 1487 in Bozen, 1490 in Sterzing, 1491/1492 in Innsbruck und 1505 an der St.-Peters-Kirche in Salzburg. 
Anlässlich der Doppelverlobung von Ludwig von Ungarn mit Maria von Kastilien sowie von Anna von Ungarn mit dem späteren Kaiser Ferdinand I. am 22. Juli 1515 im Wiener Stephansdom, bei welcher der Komponist die Orgel spielte, bekam er von Kaiser Maximilian den Ritterschlag (eques auratus), mit dem er in den Adelsstand erhoben wurde und ihm ein eigenes Wappen verliehen wurde; ab dieser Zeit durfte er sich als den „Ersten Organisten des Kaisers“ bezeichnen.
Nachdem Kaiser Maximilian im Januar 1519 verstorben war, wurde die Hofkapelle aufgelöst, und einige Monate lang gibt es keine Informationen über Paul Hofhaimer. In Passau ging er am 7. Juni 1519 mit Ursula Kolb seine dritte Ehe ein, gab dann spätestens im Jahr 1520 seine Augsburger Wohnung auf und übersiedelte vermutlich nach Passau. Ab dem Jahr 1522 bekam er in Salzburg das Amt des Domorganisten im Dienst von Erzbischof Kardinal Matthäus Lang von Wellenburg, welcher zuvor viele Jahre als Berater von Kaiser Maximilian fungiert hatte. Er erhielt eine zusätzliche Lebensrente und schloss hier auch seine vierte Ehe mit Katharina aus Augsburg. Er wurde im vorgerückten Alter noch Vater von drei Töchtern. Nachdem sein Dienstherr wegen der Bauernkriege in finanzielle Schwierigkeiten geraten war, schrieb Hofhaimer im Jahr 1529 einen Bittbrief an Kaiser Ferdinand I.; hier versichert er auch seine „underthenigst Lieb zum Kaiser und zum Haus Habsburg“. Auf Anregung des Salzburger Humanisten Johannes Stomius widmete sich der Komponist in seinen letzten Lebensjahren der Vertonung von Oden. Wegen seines Todes im Jahr 1537 blieb diese Arbeit unvollendet.

## Bedeutung
Der außerordentliche Ruf Paul Hofhaimers als bedeutendster Organist seiner Zeit weit über seinen Tod hinaus wurde auch durch die besonders hohen Wertschätzung durch seinen großen Schülerkreis gefördert, die von Othmar Luscinius die Paulomimen genannt wurden ('Musurgia', S. 16). Zu diesem gehörten Hans Buchner in Konstanz, Johannes Kotter in Freiburg, Johann Schechinger und Leonhard Paminger in Passau, Wolfgang Grefinger am Wiener Stephansdom, Conrad Bruman in Speyer, Dionisio Memo in Venedig an St. Markus und Ulrich Brätel in Stuttgart. 
Für sein herausragendes Orgelspiel war er schon zu Lebzeiten berühmt, was sich auch in dem Holzschnitt von Hans Burgkmair dem Älteren „Triumphzug Maximilians“ (etwa 1516–1518) niederschlägt, in dem der Komponist in einem eigenen Wagen fährt, außerdem in einem anderen Holzschnitt von Hans Weiditz „Kaiser Maximilian in Augsburg die Messe hörend“, auf dem Hofhaimer vor einem kleinen Portativ mit dem Apfelregal sitzt. Ein weiterer Zeitgenosse, der Dichter und kaiserliche Diplomat Johannes Cuspinian, nannte ihn einen „Fürsten der Musik“ (musicorum princeps). Er scheint auch in der Kunst der Improvisation unübertroffen gewesen zu sein. Luscinius schrieb: „Er spielte mit einer solch unendlichen Vielfalt, dass man seinem Spiel jahrelang zuhören könnte und sich nur darüber wundern konnte, wie der Ozean das Wasser für all diese Flüsse aufbringt, so wie dieser Mann seine Melodien findet“.
Als Orgelbauexperte wurde er bei der Planung, Errichtung und Beurteilung neuer Instrumente hinzugezogen. Als er im Jahr 1505 nach Salzburg reiste, wo er bei der Abnahme und Einweihung der neuen Orgel der Abtei St. Peter mitwirkte, wurde er als „Monarch der Orgelspieler“ gewürdigt und großzügig honoriert. Von den Humanisten seiner Zeit (besonders von Celtis, Luscinius und Willibald Pirckheimer) gibt es über ihn zahlreiche überschwängliche Lobgedichte, und mit Joachim Vadian stand er in einem jahrelangen Briefwechsel. Der Grefinger-Orgelschüler Othmar Luscinius stellt ihn in seiner Schrift Musurgia seu praxis musicae (1536) auf eine Stufe mit Zeus und Homer und nennt ihn den großen Erneuerer der Orgelkunst. Schließlich weist der berühmte Arzt und Naturforscher Paracelsus in seiner Schrift De morbis invisibilibus (Köln 1565) dem Komponisten in der Musik die gleiche Bedeutung zu wie Albrecht Dürer in der Malerei.
Allem Anschein nach ist nur ein Bruchteil der Kompositionen Hofhaimers überliefert; mehrheitlich davon deutsche Lieder. Direkt mit seinem Namen verbunden sind nur die vertonten Oden von Horaz erschienen. Die Ursache der geringen Überlieferung könnte bei den Orgelwerken sein, dass professionelle Orgelmusik in jener Zeit durch Improvisation entstanden ist, während die schriftliche Fixierung eines Werks sich auf die Vokalmusik beschränkte. Es ist auch unter seinem Namen kein Lehrwerk erschienen. Wie er seinen Unterricht gestaltet hat, ist wohl eher indirekt an dem Werk Fundamentum sive ratio vera seines Schülers Hans Buchner abzulesen. Die wenigen überlieferten Orgelkompositionen orientieren sich mit ihrem einfachen akkordischen Grundgerüst und der starken Kolorierung der Oberstimmen an dem bekannten Buxheimer Orgelbuch und an der »Fundamentpraxis« von Conrad Paumann. Anders als Arnolt Schlick legt Hofhaimer keine größeren Bereiche mit Imitationen an, sondern strebt häufiger einen vollen Klang an, der von Zeitgenossen als »engelhafte Harmonie« beschrieben wurde.
Auch die überlieferten geistliche Vokalwerke sind zahlenmäßig gering. Neben den beiden Stücken Ave maris stella (1495) und Tristitia vestra könnte man hier allenfalls noch das konsequent kanonisch gesetzte deutsche Bittlied »In Gottes Namen fahren wir« dazurechnen. Bei Hofhaimers deutschen Liedern findet man vielerlei Satztechniken, überwiegend aber das Tenorlied. Zu diesem Typ gehört der größte Teil der Lieder, die ihm in der Sammlung Ein Auszug guter alter und newer teutscher Liedlein (Nürnberg 1539) von Georg Forster zuzuschreiben sind. Für sie ist eine klar abgesetzte Phrasenbildung und homophon gesetzte Textinseln charakteristisch. Die Grenze zwischen Vokal- und Instrumentalmusik ist wegen der großen Zahl von Intavolierungen, etwa bei Hans Gerle, fließend. 
Die 35 vierstimmigen und homophonen Oden von Paul Hofhaimer auf der Basis von antiken Metren entstanden in erster Linie für pädagogische Zwecke. Sie gehören zur Tradition der Oden der deutschen Humanisten Conrad Celtis und Petrus Tritonius, die mit Hofhaimer persönlich bekannt waren. Die zunächst unvollendet gebliebene Odensammlung wurde von Ludwig Senfl ergänzt, Kardinal Matthäus Lang gewidmet und im Jahr 1539 in Druck gegeben. Sie zeigt nicht nur die humanistischen Ambitionen Hofhaimers, sondern überliefert sozusagen als Nachruf auf die Antike eine große Sammlung lateinischer Zeugnisse.

## Werke
(Gesamtausgabe: Paul Hofhaimer, Gesamtausgabe, hrsg. vom Forschungsinstitut für Salzburger Musikgeschichte an der Universität, Dissertation an der Universität Salzburg (= Denkmäler der Musik in Salzburg Nr. 15))
- Lateinische Vokalmusik
  - Harmoniae poeticae Pauli Hofheimeri, Nürnberg 1539 bei Petreius (darin 35 Oden zu vier Stimmen von Hofhaimer, 10 Oden zu vier Stimmen von Senfl, 1 Ode zu vier Stimmen von Gregor Peschin)
  - Ave maris stella zu drei Stimmen
  - Tristitia vestra zu drei Stimmen
- Deutsche Lieder mit sicherer Zuschreibung
  - Ach edler Hort zu vier Stimmen
  - Ach Lieb mit Leid zu vier Stimmen
  - Ade mit Leid zu vier Stimmen
  - Ein Jungfrau zart zu vier Stimmen
  - Froh bin ich dein (das Erst) zu drei Stimmen
  - Froh bin ich dein (das ander) zu vier Stimmen
  - Froh bin ich dein (das dritt) zu vier Stimmen
  - (In) Gottes Namen fahren wir zu vier Stimmen
  - Greiner, Zanner zu drei Stimmen
  - Herzliebstes Bild zu vier Stimmen
  - Ich hab heimlich ergeben mich zu vier Stimmen (Kontrafaktur: Ich hab’s im Sinn zu fünf Stimmen)
  - Ich kag und reu zu vier Stimmen
  - Mein einigs A zu vier Stimmen
  - Meins Traurens ist zu vier Stimmen
  - Nach Willen dein zu vier Stimmen
  - Ohn’ Freud verzehr ich zu drei Stimmen
  - Tröstlicher Lieb zu vier Stimmen (Kontrafaktur: Tröstlich ist mir zu drei Stimmen)
  - Zucht, Ehr’ und Lob zu vier Stimmen
- Deutsche Lieder mit ungesicherter Zuschreibung
  - Die Brünnlein, die da fließen zu drei Stimmen
  - Erst weiß ich, was die Liebe ist zu drei Stimmen
  - Frau, dein Gestalt zu vier Stimmen
  - In Gott’s Namen fahren wir zu drei Stimmen
  - In Lieb tu ich verpflichten mich zu vier Stimmen
  - Kundschaft mit dir zu vier Stimmen
  - Was ich durch Glück zu vier Stimmen
- Carmina (textlose Lieder)
  - Carmen in re zu vier Stimmen
  - Carmen in sol zu vier Stimmen
- Orgelkompositionen
  - Recordare
  - Salve regina
  - Tandernaken
  - Carmen magistri Pauli
- Intabulierungen mit gesicherter Zuschreibung
  - Ach edler Hort für Orgel
  - Ach Lieb mit Leid für Orgel oder Laute
  - Ade mit Leid für Orgel
  - Froh bin ich dein (das erst) für Orgel
  - Herzliebstes Bild für Laute mit Gesang
  - Mein einigs A für Orgel oder Laute
  - Tröstlich ist mir für Orgel, Laute oder Großgeigen
- Intabulierungen mit ungesicherter Zuschreibung
  - Die Brünnlein, die da fließen für Orgel
  - Erst weiß ich, was die Liebe ist für Orgel
  - Was ich durch Glück für Orgel
  - Beatus ille für Laute mit Gesang.

## Ausgaben (Auswahl)
- Das deutsche Gesellschaftslied in Österreich von 1480 bis 1550. Hrsg. von L. Nowak, Wien 1930 (= Denkmäler der Tonkunst in Österreich. Nr. 72); Nachdruck Graz 1960.
- Hans Joachim Moser (Hrsg.): Einundneunzig Tonsätze Paul Hofhaimers und seines Kreises. Hildesheim 1966.
- Tabulaturen des XVI. Jahrhunderts. Teil 1: Die Tabulaturen aus dem Besitz des Basler Humanisten Bonifacius Amerbach. Hrsg. von H. J. Marx. Basel 1977; Teil 2: Die Orgeltabulatur des Clemens Hör. Hrsg. von H. J. Marx. Basel 1970; Teil 3: St. Galler Orgelbuch. Die Orgeltabulatur des Fridolin Sicher. Hrsg. von H. J. Marx in Zusammenarbeit mit Th. Warburton. Amadeus, Winterthur 1992 (= Schweizerische Musikdenkmäler. Nr. 6 bis 8)
- Paul Hofhaimer: Seven Tenor Songs for Four Voices or Instruments. Hrsg. von B. Thomas. Leipzig 1979 (= Thesaurus musicus. Nr. 8)
- Paul Hofhaimer, Sämtliche Werke (= Denkmäler der Musik in Salzburg. Nr. 15). Strube Verlag, München. Band I: Lateinische Motetten, Deutsche Lieder, Carmina. Hrsg. von Andrea Lindmayr-Brandl (2004); Band II: Kompositionen und Intavolierungen für Tasteninstrumente. Hrsg. von Johannes Strobl (2009); Band III: Harmoniae poeticae. Hrsg. von Grantley McDonald (2014).